# Esplanellars
Esplanellars és una petita plana agrícola del terme municipal de Conca de Dalt, a l'antic terme de Toralla i Serradell, en territori del poble de Toralla.
Està situada al sud-est de Toralla, al nord-oest de la confluència de la llau de la Vinya en el barranc de Mascarell, al sud de la partida de la Pera i al sud-oest de Rengueret.